# Chevrolet Series H
Chevrolet Series H – samochód osobowy produkowany pod amerykańską marką Chevrolet w latach 1914–1916. W skład serii modelowej wchodziły modele Baby Grand i Royal Mail.

## Galeria

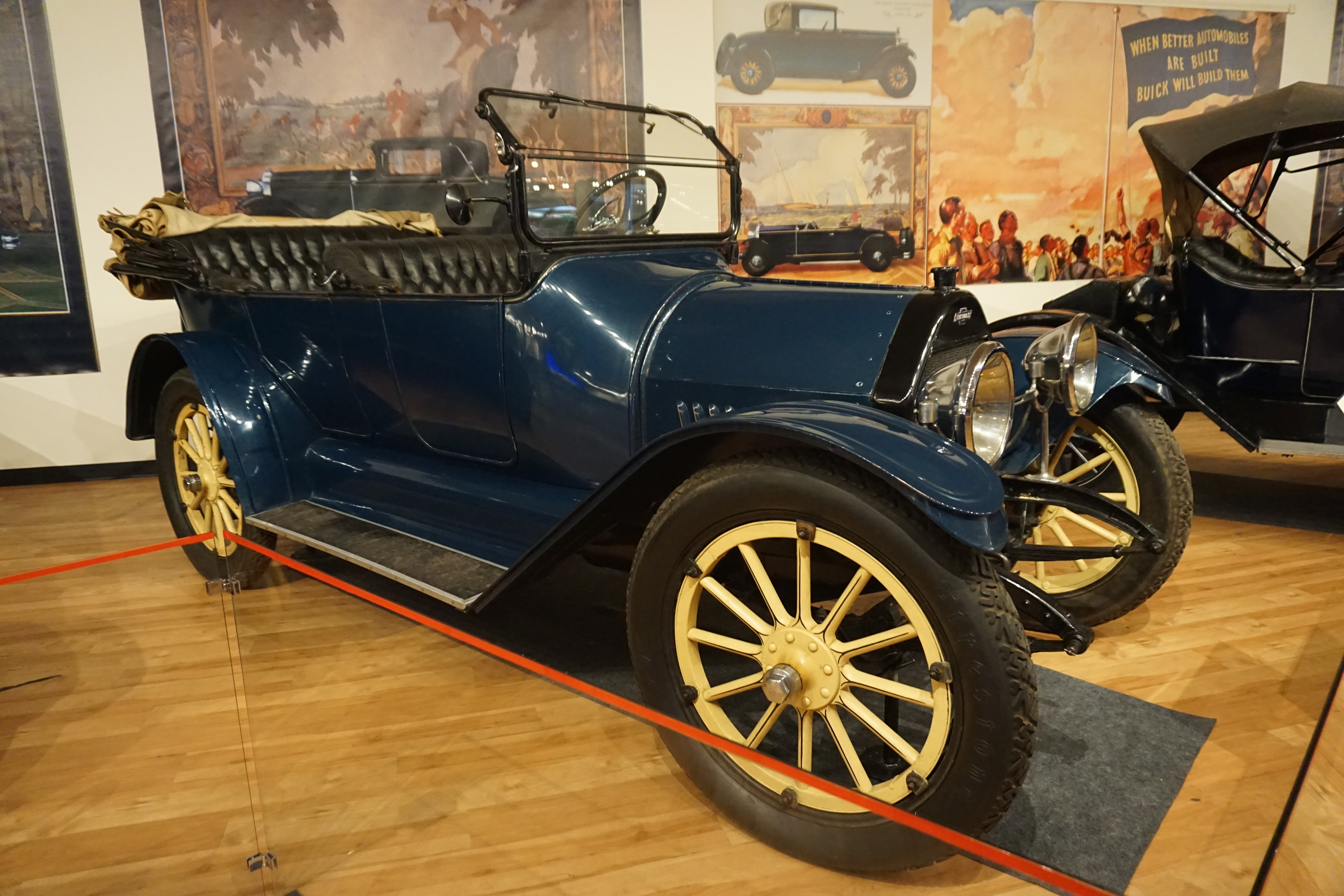
Chevrolet Baby Grand
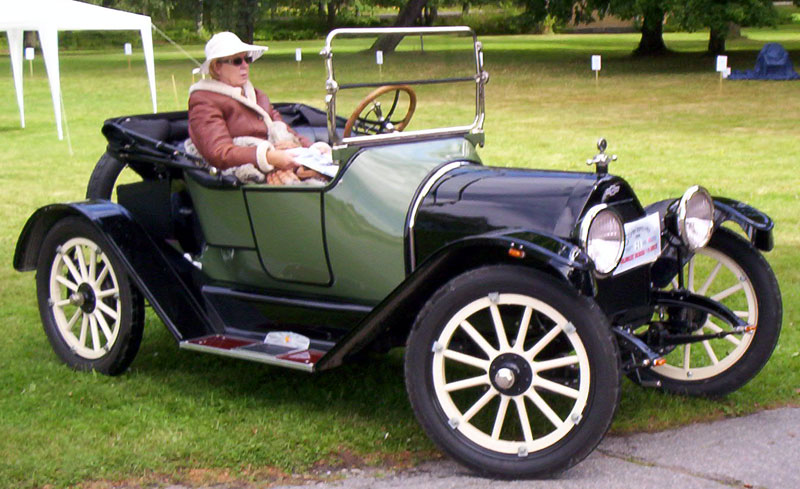
Chevrolet Royal Mail